# Peliosanthes gracilipes
Peliosanthes gracilipes är en sparrisväxtart som först beskrevs av William Grant Craib, och fick sitt nu gällande namn av Noriyuki Tanaka. Peliosanthes gracilipes ingår i släktet Peliosanthes och familjen sparrisväxter. Inga underarter finns listade i Catalogue of Life.